# 열전사 인쇄
열전사 인쇄(thermal transfer printing)는 리본 코팅을 녹여서 종이 등의 자재에 물질을 적용하여 인쇄가 적용되는 영역에 물질의 접착을 유지시키도록 하는 디지털 인쇄 과정의 하나이다. 공정 중에 리본이 존재하지 않는 감열식 인쇄와는 구별된다. SATO사에 의해 발명되었다. 세계 최초의 열전사 레이블 프린터 SATO M-2311은 1981년에 생산되었다.

## 프린터 종류

### 색 열전사 프린터
열전사 기술은 왁스 기반 잉크를 종이에 달라붙게 하여 색 이미지 출력에 사용할 수 있다.

### 텍트로닉스/제록스 고체 잉크 프린터
이른바 고체 잉크 또는 페이저 프린터가 텍트로닉스에 의해, 나중에는 제록스(텍트로닉스의 프린터 부서를 인수)에 의해 개발되었다.

## 이용
산업에서의 열전사 프린터의 이용은 다음을 포함한다:
- 바코드 레이블 (감열식 프린터의 경우 레이블이 오래 지속되지 못함) 또는 옷 레이블 표시 (셔츠 크기 등)
- 화학 용기를 위한 플라스틱 레이블 인쇄 (값싼 종류의 플라스틱이 레이저 프린터 안에서 녹을 수 있기 때문에)

바코드 프린터는 일반적으로 4인치, 6인치, 8인치 너비의 고정 크기로 출시된다. 수많은 제조업체들이 과거에 여러 크기로 출시하였으나, 현재는 대부분이 이러한 크기들로 표준화하고 있다. 이러한 프린터의 주된 이용은 제품 및 배송 식별을 위한 바코드 레이블을 만들기 위함이다.

## 같이 보기
- 감열식 인쇄